# Lidová strana pokroková na Moravě
Lidová strana pokroková na Moravě byla přední politická strana na Moravě činná v letech 1909 až 1919. Vzešla z moravského protějšku českých mladočechů, politicky ale byla více středová a progresivní.

## Historie
Strana vznikla v lednu 1909 sloučením Moravské strany pokrokové a Lidové strany na Moravě. Jejími předsedy se stali Adolf Stránský a Jan Koloušek, přičemž Adolf Stránský postupně získával ve straně rozhodující vliv.
K dalším významným členům patřili: Karel Balák, Karel Bubela mladší, Jaroslav Budínský, Karel Fajfrlík, Richard Fischer, Arnošt Heinrich, František Hess, Ludvík Chlum, Arnold Janda, Karel Novák, Václav Perek, Jan Vladimír Pokorný, Ondřej Přikryl, Josef Seifert, Rostislav František Reichstädter, František Šerý, Václav Šílený a Vilém Votruba.
Jednalo se o stranu nekonzervativní. Program byl založen na nacionalismu a antiklerikalismu, vymezovala se proti mladočeské politice. Strana se zaměřila na maloměšťanstvo, střední a malé podnikatele, rolníky, postupem času i velkopodnikatelské kruhy. Pojítkem k velkopodnikatelským kruhům se těsně před prvni světovou válkou stala významná skupina národohospodářů a podnikatelů jako byli např. Karel Engliš, František Hodáč, Antonín Smrček, František Kovářík
Po volbách do Moravského zemského sněmu v roce 1913 se ziskem 21 mandátů stala nejsilnější politickou stranou na Moravě.
V roce 1911 Lidová strana pokroková začala spolupracovat se sociálními demokraty a Českoslovanskou stranou agrární, s nimiž v roce 1911 vytvořili „blok progresivní strany“. Tato spolupráce však vedla k vnitroskupinovým bojům a vzdálenosti od mladočechů, což je důvod, proč se v roce 1913 od Lidové strany pokrokové odtrhla Lidová strana na Moravě (Bulín).
V roce 1918 strana zanikla sloučením s Slezskou lidovou stranou do Moravsko-slezské lidové strany, která krátce po svém vzniku sama vplynula do České státoprávní demokracie, přičemž Moravsko-slezská lidová strana pokroková se stala její zemskou organizací.

## Volební výsledky

### Říšská rada
| Volby | Hlasy  | Hlasy | Mandáty | Mandáty | Pozice |
| Volby | Abs.   | %     | Abs.    | ±       | Pozice |
| ----- | ------ | ----- | ------- | ------- | ------ |
| 1911  | 34 443 | 0,8   | 4/516   | ▼2      | ▼25.   |

### Moravský zemský sněm
| Volby | Hlasy  | Hlasy | Mandáty | Mandáty | Pozice |
| Volby | Abs.   | %     | Abs.    | ±       | Pozice |
| ----- | ------ | ----- | ------- | ------- | ------ |
| 1913  | 81 213 |       | 21/151  | ▲       | ▲1.    |